# Odontopera umbrina
Odontopera umbrina là một loài bướm đêm trong họ Geometridae.